# Prosthechea rhynchophora
Prosthechea rhynchophora là một loài thực vật có hoa trong họ Lan. Loài này được (A.Rich. & Galeotti) W.E.Higgins miêu tả khoa học đầu tiên năm 1997.